# Mónica Molina Tejedor
Mónica Molina Tejedor (Madrid, 24 de gener de 1968) és una cantant melòdica i actriu espanyola pertanyent a una coneguda saga d'artistes. Comparteix la seva labor musical amb el seu germà menor, Noel Molina, autor de gran part del seu repertori i coproductor dels seus treballs.

## Biografia
Setena dels vuit fills del cantant i actor Antonio Molina, segueix inicialment el camí dels seus germans Ángela, Paula i Miguel -com la seva neboda Olivia Molina-, dedicant-se a la interpretació durant una mica més d'una dècada.
Molt aviat arriba al cinema de la mà de Manuel Gutiérrez Aragón i Fernando Fernán Gómez, realitzant petits papers en les seves respectives pel·lícules La mitad del cielo i El viaje a ninguna parte (1986). Posteriorment treballa sota les ordres de Julio Médem a Belmonte i Así en el cielo como en la tierra. En 1998 protagonitza al costat de la seva germana Ángela la comèdia televisiva Hermanas, després de la qual decideix aparcar la seva faceta d'actriu.
Centrada ja en la seva vocació musical, Mónica publica el seu primer àlbum en 1999, creant un estil personal i elegant de marcat caràcter mediterrani. Amb Tu despedida obté un Disc d'Or i realitza una gira de concerts que desemboca s Giraluna, un espectacle compartit amb Luis Eduardo Aute i José Mercé.
En 2001 presenta Vuela, reeixit Disc de Platí que és candidat al Grammy Llatí com a millor treball discogràfic d'interpretació femenina i als Premis de la Música Espanyola com a artista revelació. Inclou la cançó Pequeño fado, signada per Andrés Aberasturi. Destaca també la repercussió a Turquia d'aquest segon treball, que aconsegueix el número u en les llistes de vendes, i la seva participació en diferents esdeveniments i festivals musicals com l'Internacional de Jazz a Istanbul.
Publica el seu tercer disc, De cal y arena, mentre realitza col·laboracions amb altres artistes, entre elles el disc homenatge a Luis Eduardo Aute (¡Mira que eres canalla, Aute!). A més, interpreta les melodies principals de la sèrie de TVE Amar en tiempos revueltos, compostes pel seu germà i inclosa una d'elles en el seu quart àlbum, A vida (2006).
El seu primer recopilatori, amb algun tema nou i actuacions en directe, apareix en 2007 amb el nom de Autorretrato. El 16 de novembre d'aquest any realitza un concert conjunt amb Pasión Vega en el Palau dels Esports de Santander, de títol Pasión con Mónica, en el qual les dues cantants interpreten temes dels seus últims àlbums.
Des de novembre de 2008 i durant vint-i-cinc capítols, encarna el paper d'una famosa cantant en la quarta temporada de Amar en tiempos revueltos, permetent-li conjugar totes dues facetes artístiques.
Mónica Molina dedica la cançó Nana para Candela a la seva única filla, nascuda de la seva relació amb l'actor José Coronado. A més de Noel Molina, ha comptat per als seus treballs amb l'assídua col·laboració del productor i compositor Paco Ortega.
En 2012 publica l'àlbum Mar blanca, en el que interpreta algunes cançons que va fer famoses el seu pare, Antonio Molina.

## Discografia
- Mar blanca (en memoria de Antonio Molina) (2012).
- Autorretrato (2007).
- A vida (2006).
- De cal y arena (2003).
- Vuela (2001).
- Tu despedida (1999).

## Col·laboracions en discs
- Tiramisú de limón (videoclip). Vinagre y Rosas, de Joaquín Sabina (2009).
- Guantanamera. Un tributo a Cuba (2007).
- Amar en tiempos revueltos (2006).
- Newwoman: 30 tracks for a new woman (2006).
- Y todo es vanidad: Homenaje a Javier Krahe (2004).
- ¡Mira que eres canalla, Aute! (2000).

## Sèries de televisió
- Amar en tiempos revueltos, de Joan Noguera (cantant, 2005-2009); (actriu, 2008-2009).
- Papá, de Pepe Navarro (2001).
- Hermanas, d'Enric Banqué (1998).

## Obres de teatre
- La importancia de llamarse Ernesto, d'Oscar Wilde (1995).

## Filmografia
- Así en el cielo como en la tierra, de José Luis Cuerda (1995).
- Belmonte, de Juan Sebastián Bollaín (1995).
- El baile de las ánimas, de Pedro Carvajal (1994).
- La ardilla roja, de Julio Médem (1993).
- Luz negra, de Xavier Bermúdez (1992).
- Demasiado corazón, d'Eduardo Campoy (1992).
- Amor en off, de Koldo Izaguirre (1992).
- Martes de Carnaval, de Fernando Bauluz i Pedro Carvajal (1991).
- Sedem jednou ranou, de Dušan Trančík (1988).
- Material urbano, de Jordi Bayona (1987).
- El viaje a ninguna parte, de Fernando Fernán Gómez (1986).
- La mitad del cielo, de Manuel Gutiérrez Aragón (1986).